# Центральная библиотека для слепых и людей с нарушениями чтения
Центральная библиотека для слепых и людей с нарушениями чтения (Израиль) ( иврит : הספרייה המרכזית לעיוורים ולבעלי לקויות קריאה ), ранее известная как Центральная библиотека для слепых, слабовидящих и инвалидов, снабжает людей, которые не умеют читать книги, с различными формами инвалидности. книги, подходящие для них, написанные шрифтом Брайля, крупным шрифтом или в записанном формате.

## История
Библиотека была основана в 1951 году в ответ на необходимость реабилитации солдат, получивших травмы, связанных с нарушением зрения.
Министерство обороны Израиля вместе с доктором Людвигом Коэном и Хаей Бём выступило инициатором этой идеи, и с помощью добровольцев г-жа А. Эльфриде Шенфельд и миссис Грюнталь переводил книги на шрифт Брайля.
В 1959 году библиотека начала выпуск аудиокассет.
В 2004 году началась работа по преобразованию аудиокассет, которые производились до этого момента, в формат CD, наряду с выпуском новых книг в аудиоформате CD.
По состоянию на 2012 год библиотека выпускает компакт-диски, книги со шрифтом Брайля и книги с крупным шрифтом.